# Johan Vásquez
Johan Felipe Vásquez Ibarra (sinh ngày 22 tháng 10 năm 1998) là một cầu thủ bóng đá chuyên nghiệp người México hiện thi đấu ở vị trí trung vệ cho câu lạc bộ Genoa tại Serie A và Đội tuyển bóng đá quốc gia México.

## Thống kê sự nghiệp

### Câu lạc bộ
Tính đến match played 3 June 2023
| Club             | Season       | League       | League | League | Cup  | Cup   | Continental | Continental | Other | Other | Total | Total |
| Club             | Season       | Division     | Apps   | Goals  | Apps | Goals | Apps        | Goals       | Apps  | Goals | Apps  | Goals |
| ---------------- | ------------ | ------------ | ------ | ------ | ---- | ----- | ----------- | ----------- | ----- | ----- | ----- | ----- |
| Sonora           | 2017–18      | Ascenso MX   | 25     | 0      | 8    | 0     | —           | —           | —     | —     | 33    | 0     |
| Monterrey (loan) | 2018–19      | Liga MX      | 11     | 1      | 8    | 0     | 2           | 0           | —     | —     | 21    | 1     |
| Monterrey        | 2019–20      | Liga MX      | 2      | 0      | 2    | 0     | —           | —           | 1     | 0     | 5     | 0     |
| UNAM (loan)      | 2019–20      | Liga MX      | 10     | 1      | —    | —     | —           | —           | —     | —     | 10    | 1     |
| UNAM             | 2020–21      | Liga MX      | 39     | 1      | —    | —     | —           | —           | —     | —     | 39    | 1     |
| Genoa (loan)     | 2021–22      | Serie A      | 28     | 1      | 2    | 0     | —           | —           | —     | —     | 30    | 1     |
| Cremonese (loan) | 2022–23      | Serie A      | 25     | 1      | 4    | 0     | —           | —           | —     | —     | 29    | 1     |
| Career total     | Career total | Career total | 140    | 5      | 24   | 0     | 2           | 0           | 1     | 0     | 167   | 5     |

1. ↑  Includes Copa MX and Coppa Italia
2. ↑  Appearances in CONCACAF Champions League
3. ↑  Appearance in FIFA Club World Cup

### Quốc tế
Tính đến ngày 24 tháng 3 năm 2024
| Đội tuyển quốc gia | Năm  | Trận | Bàn |
| ------------------ | ---- | ---- | --- |
| México             | 2019 | 1    | 0   |
| México             | 2021 | 3    | 0   |
| México             | 2022 | 3    | 0   |
| México             | 2023 | 13   | 1   |
| México             | 2024 | 2    | 0   |
| Tổng               | Tổng | 22   | 1   |

#### Bàn thắng quốc tế
| #  | Ngày                | Địa điểm                                       | Đối thủ  | Bàn thắng | Kết quả | Giải đấu                        |
| -- | ------------------- | ---------------------------------------------- | -------- | --------- | ------- | ------------------------------- |
| 1. | 23 tháng 3 năm 2023 | Sân vận động Frank Essed, Paramaribo, Suriname | Suriname | 1–0       | 2–0     | CONCACAF Nations League 2022–23 |